# Олдерни (аэропорт)
Аэропорт Олдерни (англ. Alderney Airport) (ИАТА: ACI, ИКАО: EGJA) — единственный аэропорт на острове Олдерни. Построенный в 1938, аэропорт Олдерни стал первым аэропортом на Нормандских островах. Это самый близкий аэропорт Нормандских островов к южному побережью Англии и берегу Франции. В инфраструктуру аэропорта входит ангар, пожарная станция, Duty Free и беспошлинная заправочная станция.

## Взлетно-посадочные полосы
Олдерни использует три взлётно-посадочные полосы, что отличает его от других аэропортов Нормандских островов. Главная взлётно-посадочная полоса, 08/26 длиной 880 метров, по большей части асфальтовая. Две другие взлётно-посадочные полосы травяные. Главная взлётно-посадочная полоса оборудована подсветкой низкой интенсивности, портативными фонарями, которые могут использоваться на полосе 14/32. Оборудование и огни взлетно-посадочной полосы были заменены в 2006 году.

## Авиакомпании
- Aurigny Air Services
- Blue Islands
- Обе авиакомпании используют Britten-Norman Trislander